# Bailly (cràter)
|  | No s'ha de confondre amb Baily (cràter) o Billy (cràter). |

Bailly és un cràter d'impacte que es troba prop de l'extremitat sud-oest de la Lluna. L'angle de visió obliqua dona al cràter un aspecte en escorç, i la seva ubicació prop del límit visible pot limitar la seva visibilitat a causa de la libració. El moment més favorable per a la visualització d'aquest element es troba prop de la lluna plena, quan el terminador està creuant la paret del cràter.

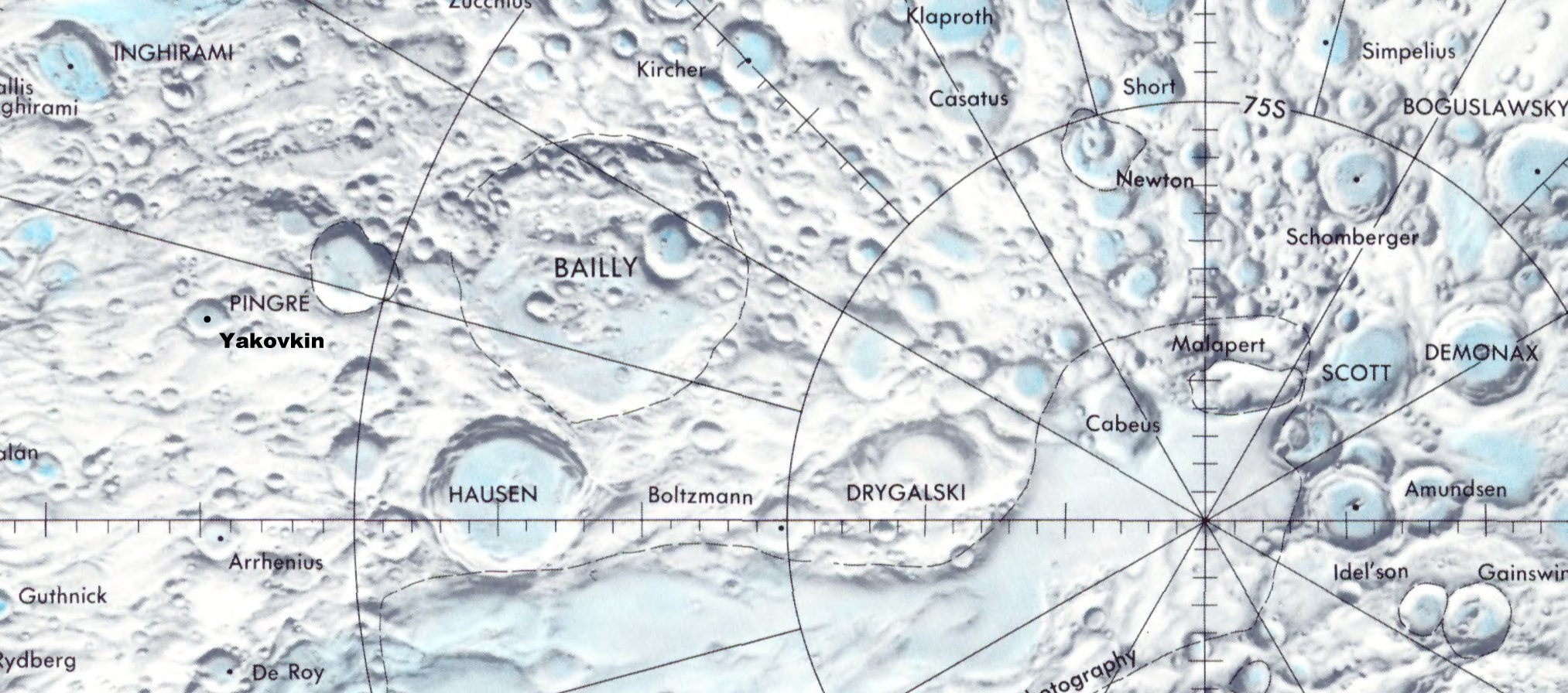
Localització de Bailly (centre esquerra de la imatge)
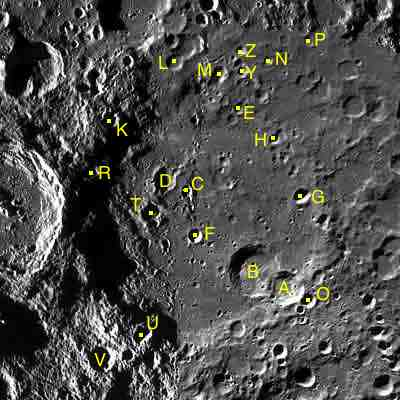
Cràters satèl·lit

Aquest és el major cràter de la cara visible de la Lluna. La seva àrea és comparable en grandària a un petit mar lunar. Es troba al nord del cràter Le Gentil i a l'est de Hausen. Més cap a l'oest de Bailly estan les Muntanyes Dörfel (el nom no és oficial).
El irregular sòl del cràter Bailly s'ha mantingut lliure d'inundacions de lava, i està cobert amb una multitud de crestes i cràters. Tot el cràter ha estat desgastat, i les rampes exteriors estan erosionades per innombrables impactes. El possible pic central no és discernible. A causa de la seva condició actual, els observadors han qualificat a aquest cràter com un «camp de ruïnes».

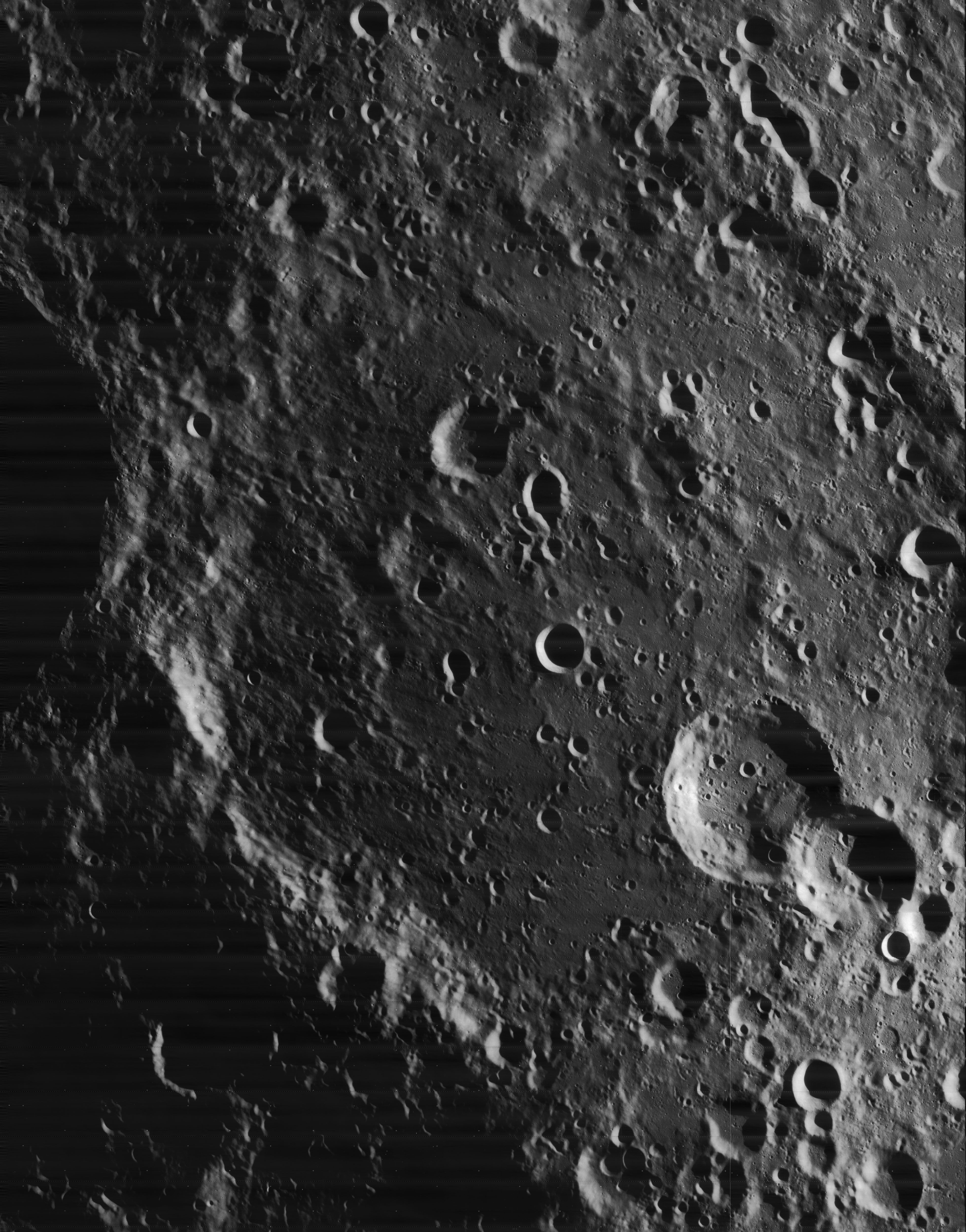
Fotografia de la missió Lunar Orbiter 4 (1967)
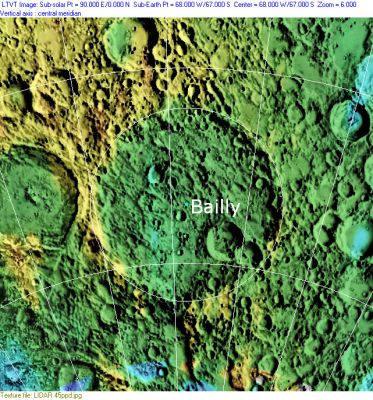
Imatge de radar del cràter

La seva part sud-est és l'emplaçament de dos cràters notables, designats Bailly A i Bailly B que es superposen entre si. Bailly A travessa la vora de la paret muntanyosa de Bailly. El selenògraf Giovanni Battista Riccioli va nomenar Bailly B, «Bartolus» en honor del jesuïta ferrarès Daniello Bartoli (1608-1685) al seu Almagestum novum (1651). El nom no va ser reconegut per la UAI.
La mida i l'estat desgastat d'aquest cràter indiquen una edat que s'estima en més de 3 mil milions d'anys, com a part del Període Nectarià.

## Cràters satèl·lit
Per convenció aquests elements són identificats en els mapes lunars posant la lletra en el costat del punt central del cràter que està més proper a Bailly.
| Bailly | Coordenades                            | Diàmetre |
| ------ | -------------------------------------- | -------- |
| A      | 69° 17′ S, 59° 34′ O / 69.28°S,59.57°O | 43       |
| B      | 68° 44′ S, 63° 15′ O / 68.74°S,63.25°O | 62       |
| C      | 65° 47′ S, 70° 20′ O / 65.79°S,70.34°O | 19       |
| D      | 65° 15′ S, 72° 23′ O / 65.25°S,72.38°O | 27       |
| E      | 62° 27′ S, 65° 45′ O / 62.45°S,65.75°O | 16       |
| F      | 67° 28′ S, 69° 35′ O / 67.46°S,69.59°O | 17       |
| G      | 65° 38′ S, 59° 28′ O / 65.63°S,59.47°O | 19       |
| H      | 63° 34′ S, 62° 35′ O / 63.57°S,62.59°O | 13       |
| K      | 62° 44′ S, 76° 43′ O / 62.73°S,76.71°O | 19       |
| L      | 60° 43′ S, 71° 08′ O / 60.71°S,71.13°O | 21       |
| M      | 61° 10′ S, 67° 31′ O / 61.16°S,67.51°O | 20       |
| N      | 60° 32′ S, 63° 41′ O / 60.53°S,63.68°O | 11       |
| O      | 69° 35′ S, 56° 55′ O / 69.59°S,56.92°O | 19       |
| P      | 59° 34′ S, 60° 40′ O / 59.57°S,60.67°O | 14       |
| R      | 64° 40′ S, 79° 11′ O / 64.66°S,79.18°O | 17       |
| T      | 66° 29′ S, 73° 50′ O / 66.49°S,73.83°O | 19       |
| U      | 71° 14′ S, 76° 02′ O / 71.24°S,76.03°O | 24       |
| V      | 71° 55′ S, 81° 27′ O / 71.91°S,81.45°O | 32       |
| Y      | 61° 02′ S, 65° 36′ O / 61.04°S,65.60°O | 14       |
| Z      | 60° 13′ S, 65° 52′ O / 60.22°S,65.86°O | 13       |